# Osiedle Za Fortem

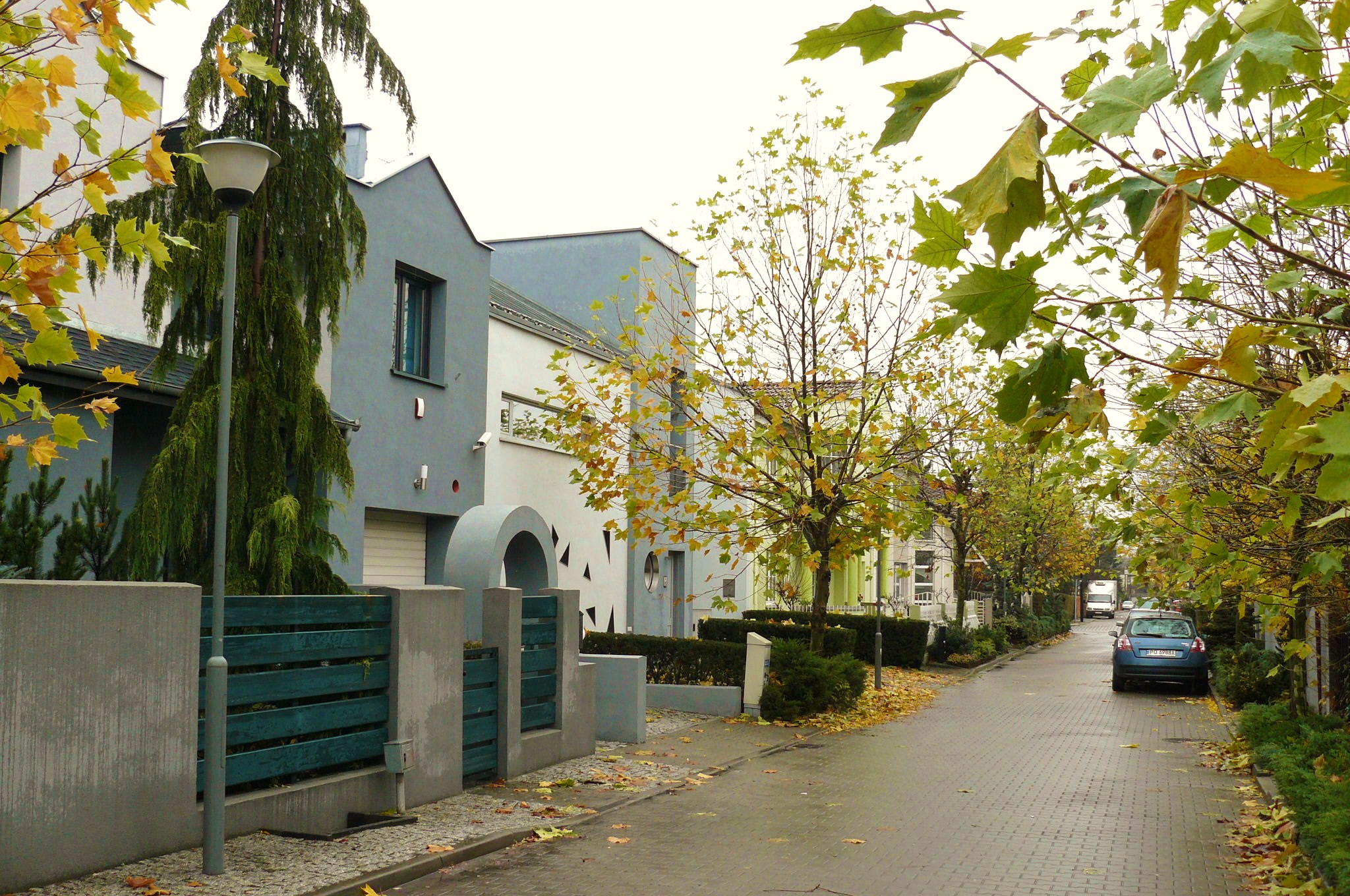
Ulica F.Kleeberga – architektura postmnodernistyczna

Osiedle Za Fortem – niewielkie osiedle mieszkaniowe w Poznaniu, zlokalizowane w obrębie Naramowic, na osiedlu samorządowym Naramowice. Od południa, przez ulicę Lechicką, graniczy z Osiedlem Wichrowe Wzgórze. Z pozostałych stron okolone jest przez Naramowice, do których należy.
Osiedle w całości zabudowane jest przez domy jednorodzinne i szeregowe, zbudowane od lat 60. XX wieku, do dziś.
Nazwa zaczerpnięta została od Fortu V (Waldersee), który znajduje się w sąsiedztwie osiedla (patrząc od centrum Poznania, osiedle znajduje się właśnie za fortem). Nazwy ulic na osiedlu wywodzą się od nazwisk wybitnych polskich dowódców wojskowych, np. Edmunda Knolla-Kownackiego, Franciszka Kleeberga, czy Franciszka Włada. W sąsiedztwie zabudowań stoi duży hotel sieci Quality, a także zabudowania dawnego Osiedla Opieki Społecznej.